# Bucaq
Bucaq (ryska: Буджак) är en ort i Azerbajdzjan.   Den ligger i distriktet Oğuz Rayonu, i den centrala delen av landet, 220 km väster om huvudstaden Baku. Bucaq ligger 588 meter över havet och antalet invånare är 1 350.
Terrängen runt Bucaq är varierad. Närmaste större samhälle är Oğuz, 8,0 km öster om Bucaq. 
I omgivningarna runt Bucaq växer i huvudsak lövfällande lövskog. Runt Bucaq är det ganska glesbefolkat, med 34 invånare per kvadratkilometer.